# کیسوکه اونو
کیسوکه اونو (ژاپنی: 小野 敬輔؛ زادهٔ ۳۰ ژوئیهٔ ۱۹۹۸) یک بازیکن فوتبال اهل ژاپن است.
از باشگاه‌هایی که در آن بازی کرده‌است می‌توان به باشگاه فوتبال بلاوبلیتز آکیتا اشاره کرد.